# 선사 기술
선사 기술은 기록된 역사 이전 기술이다. 역사는 쓰여진 기록을 사용한 과거의 학문이다. 초기 기술을 포함한, 최초 기록된 역사 이전이 선사이다. 약 250만 년 전 기록이 발전하기 전에, 기술은 불을 키고, 사냥하며, 그들의 시체들을 묻기 시작한, 석기를 쓰는 사람과에서 시작되었다.
선사 시대의 기술 발달을 가능케 하는 몇 가지 요인들이 있다. 가장 중요한 요인 중 하나는 이성, 언어, 내관과 문제 해결을 위한 호모 사피엔스의 고도로 발달된 두뇌의 행동 현대성이다. 농업의 출현은 유목 생활 방식에서 생활 양식의 변화를 가져왔고, 가축들은 집에서 기르는 동물들과 가축들을 기르고, 더 많은 종류의 세련된 도구를 사용했다. 예술, 건축, 음악 그리고 종교는 선사 시대에 걸쳐 발전했다.

## 갤러리

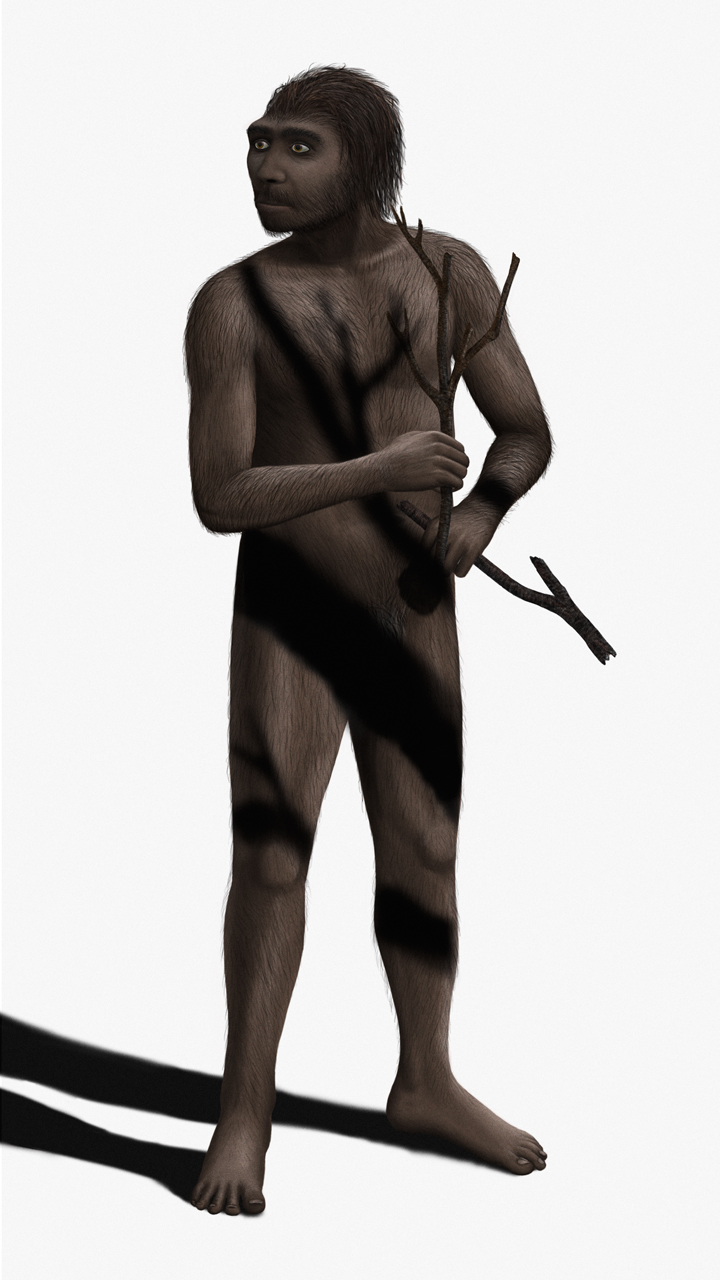
호모 에렉투스가 어떻게 생겼는지 재구성
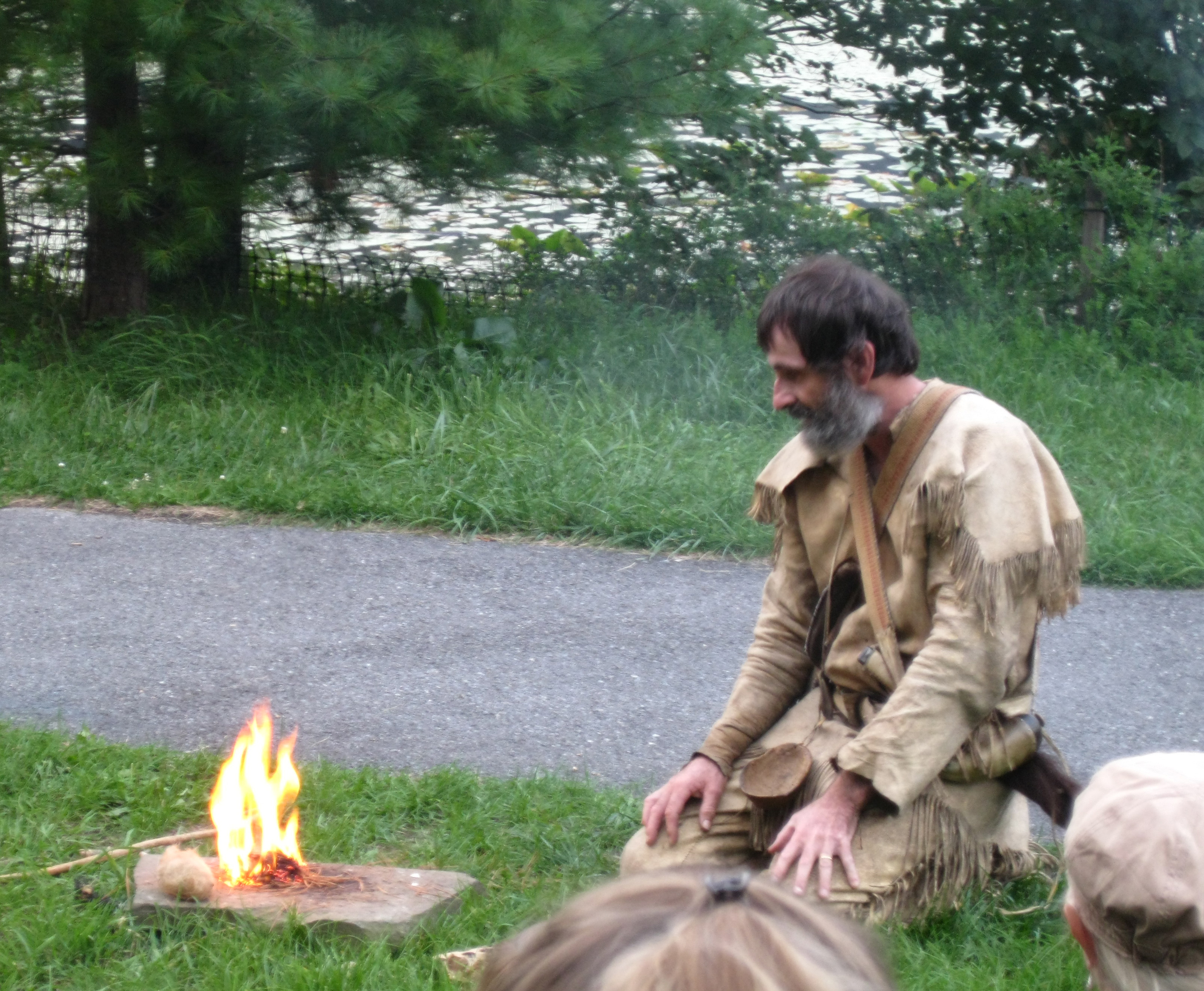
불은 활비비로 피우기 시작했다
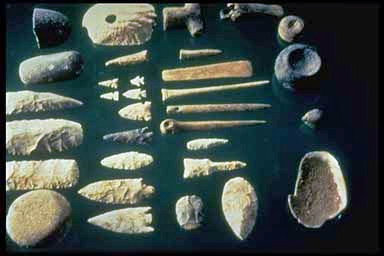
선사 시대의 도구 선택
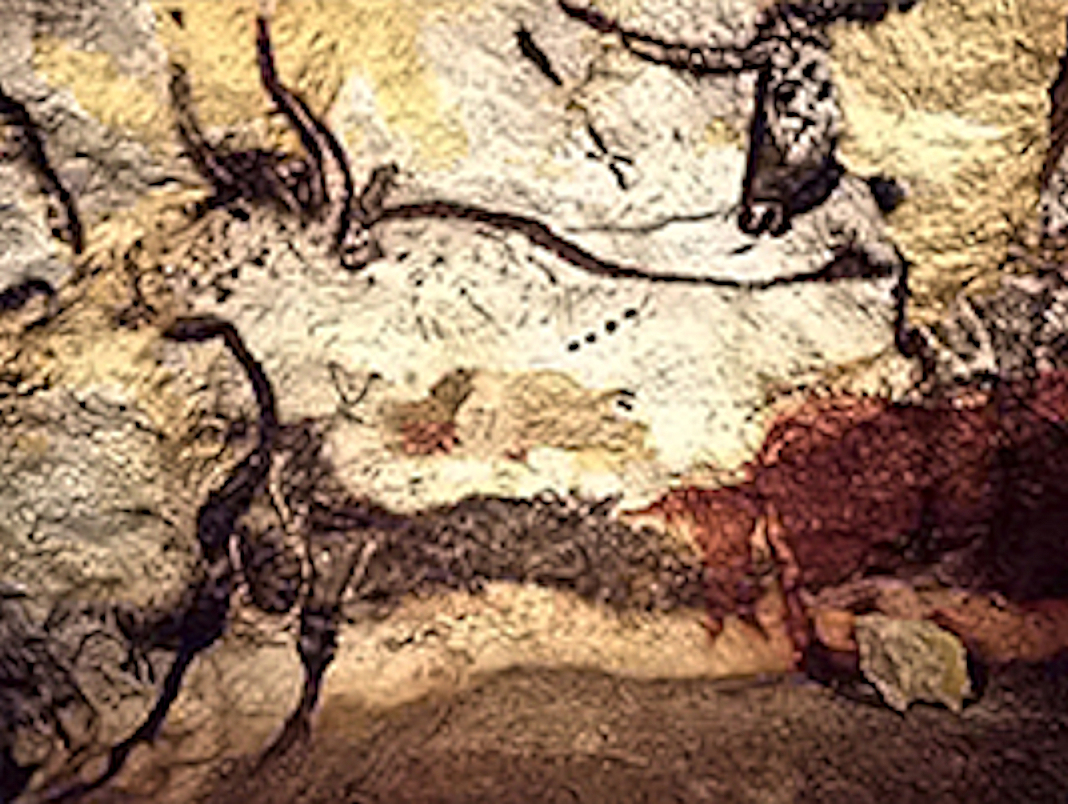
프랑스 라스코 동굴 벽화 위 오록스

## 같이 보기
- 석기 시대 미술 목록
- 구석기
- 인류 선사의 연표

## 참고 도서
- Fagan, Brian; Shermer, Michael; Wrangham, Richard. (2010). Science & Humanity: From Past to the Future. Los Angeles Times Festival of Books.
- Karlin, C.; Julien, M. Prehistoric technology: a cognitive science? 보관됨 2011-10-27 - 웨이백 머신 University of Washington.
- Klein, Richard. (2009). The Human Career: Human Biological and Cultural Origins, Third Edition.
- Palmer, Douglas. (1999). Atlas of the Prehistoric World. Discovery Channel Books.
- Schick, Kathy Diane. (1994). Making Silent Stones Speak: Human Evolution and the Dawn of Technology.
- Tudge, Colin. (1997). The Time Before History: 5 Million Years of Human Impact. Touchstone.
- Wescott, David. (2001). Primitive Technology:A Book of Earth Skills.
- Wescott, David. (2001). Primitive Technology II: Ancestral Skill - From the Society of Primitive Technology.
- Wrangham, Richard. (2010). Catching Fire: How Cooking Made Us Human. Basic Books; First Trade Paper Edition.
- Zimmer, Carl. (2007). Smithsonian Intimate Guide to Human Origins. Harper Perennial.